# Nathalie Eisenbaum
Nathalie Eisenbaum () é uma matemática, estatística e teórica da probabilidade francesa. Trabalha como diretora de pesquisa no Centre national de la recherche scientifique (CNRS), associado ao Laboratório de Matemática Aplicada da Universidade Paris Descartes e foi anteriormente pesquisadora no Laboratoire de Probabilités, Statistique et Modélisation na Universidade Pierre e Marie Curie.
Eisenbaum completou um doutorado na Universidade Pierre e Marie Curie em 1989. Sua tese, Temps locaux, excursions et lieu le plus visité par un mouvement brownien linéaire, foi orientada por Marc Yor.
É membro do Institute of Mathematical Statistics, eleita em 2017. Em 2011 Eisenbaum e Haya Kaspi receberam o Prêmio Itô da Bernoulli Society for Mathematical Statistics and Probability por seu trabalho conjunto em processos de pontos permanentes (processos cuja intensidade conjunta pode ser representada como permanente).